# The Outside Woman
The Outside Woman es una película perdida de género cómico dirigida por Sam Wood y escrita por Douglas Bronston. La película fue protagonizada por Wanda Hawley, Clyde Fillmore, Sidney Bracey, Rosita Marstini, Misao Seki, y Thena Jasper. Se estrenó en febrero de 1921, por Realart Pictures Corporation.

## Reparto
- Wanda Hawley como Dorothy Ralston
- Clyde Fillmore como Dr. Frederick Ralston
- Sidney Bracey como Mr. Cambridge
- Rosita Marstini como Mrs. Cambridge
- Misao Seki como Togo
- Thena Jasper como Gussie
- Mary Winston como Mrs. Trent
- Jacob Abrams como Curador